# Nate Parker
Nate Parker (ur. 18 listopada 1979 w Norfolk, w stanie Wirginia) – amerykański aktor, reżyser, producent i scenarzysta.
Przełomem w jego karierze aktorskiej była rola w filmie Klub dyskusyjny (The Great Debaters) z 2007, w reżyserii Denzela Washingtona.
W 2016 Parker nakręcił swój debiutancki film Narodziny narodu (The Birth of a Nation), w którym zagrał główną rolę. Był też jego producentem i autorem scenariusza. 
W 2019, na Międzynarodowym Festiwalu Filmowym w Wenecji, miał premierę drugi film w jego reżyserii American Skin, w którym zagrał pierwszoplanową rolę i był autorem scenariusza.

## Wybrana filmografia
aktor
- 2004: Dowody zbrodni jako R. J. Holden
- 2005: Brudne sprawy jako Duster
- 2006: Jednostka jako Darryl
- 2007: Klub dyskusyjny jako Henry Lowe
- 2008: Sekretne życie pszczół jako Neil
- 2008: Skazaniec jako oficer Collins
- 2008: Tunnel Rats jako szeregowy Jim Lidford
- 2012: Arbitraż jako Jimmy Grant
- 2014: Non-Stop jako Zack White
- 2015: Eden jako Slim
- 2016: Narodziny narodu  (The Birth of a Nation) jako Nat Turner
- 2019: American Skin jako Lincoln Jefferson

reżyser
- 2016: Narodziny narodu
- 2019: American Skin